# San Marco in Lamis
San Marco in Lamis (Sant Marc in dialetto sammarchese) è un comune italiano di 12 258 abitanti della provincia di Foggia in Puglia.
Nel 1793, con regio diploma del re Ferdinando IV di Borbone, le fu concesso il titolo di città..

## Geografia fisica
Fa parte del parco nazionale del Gargano e fece parte della comunità montana del Gargano e detiene, con 234 km² di superficie, l'ottantatreesimo posto tra i comuni d'Italia per espansione territoriale. Del comune di San Marco in Lamis fanno parte anche le frazioni di Borgo Celano (2,13 km), San Matteo (2,08 km), Stignano (6,73 km) e Villaggio Amendola (19,1 km). Il torrente Jana, che da secoli attraversa il comune, è ormai ridotto a un lungo canale perlopiù sotterraneo, il cosiddetto "canalone", per lo scolo delle acque piovane.

### Sismicità
Il territorio comunale di San Marco in Lamis è parte integrante del distretto sismico del Gargano.
- Classificazione sismica: zona 2 (sismicità media)[6]

## Storia

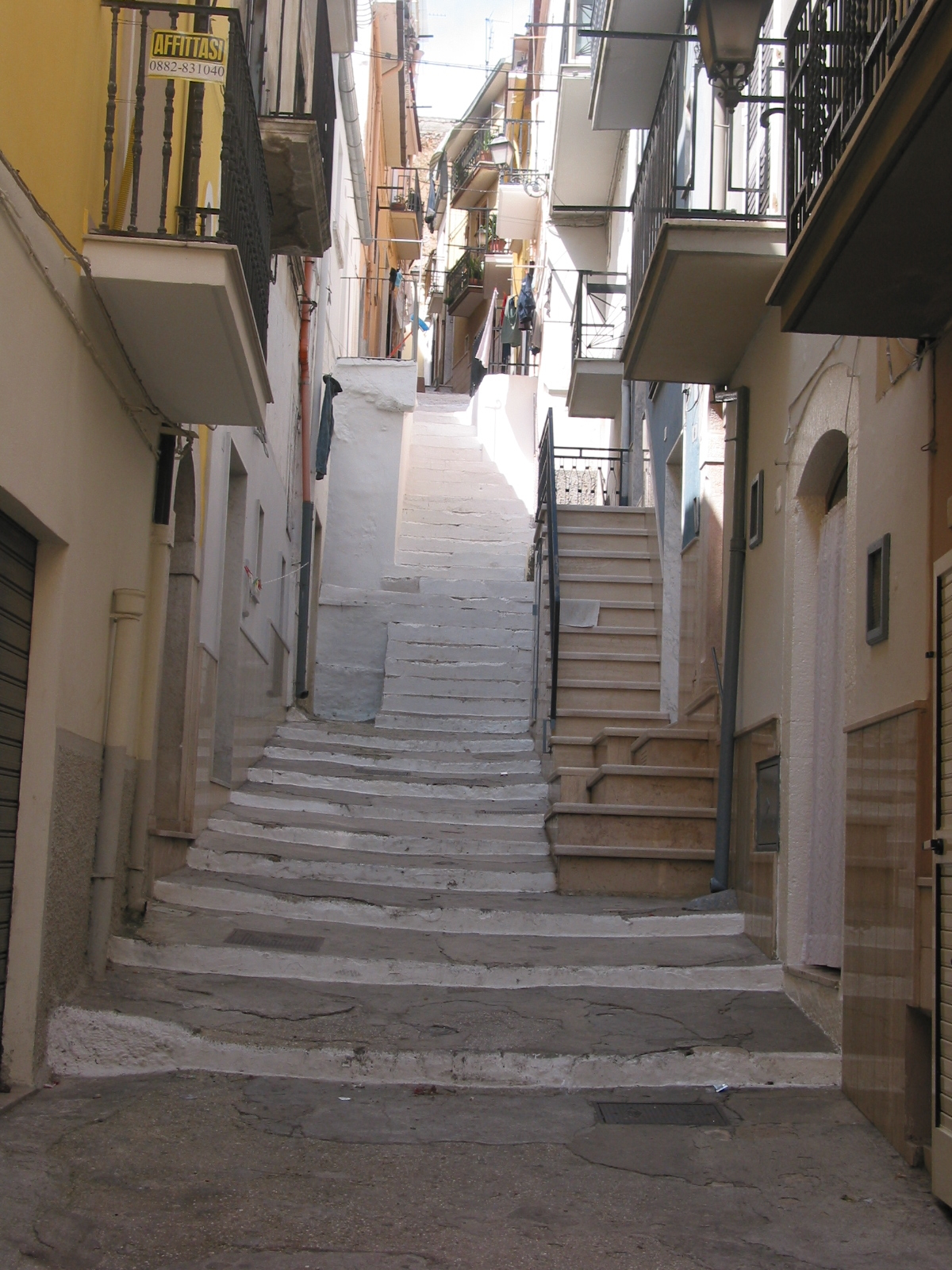
Lu Scalon

La storia della cittadina si intreccia con quella del santuario di San Matteo Apostolo (anticamente chiamato San Giovanni in Lamis) nel quale rientrò il suo dominio fino al 1793, l'edificio a prima vista può essere scambiato per un'antica fortezza, ma in realtà è un luogo di culto e di ospitalità risalente al IX-X secolo. Nel Medioevo l'imponente struttura garantiva protezione agli abitanti del luogo, per la sua posizione inespugnabile, arroccata su un colle. Dal XVII secolo a oggi è un convento di frati francescani.
Alla metà del XV secolo vi si stanzio', proveniente dall'altra sponda dell'Adriatico, una comunità di albanesi in fuga dai Turchi.
Nel XVIII secolo ottenne il titolo di città regia, in virtù della sua numerosa popolazione, di oltre 9 000 abitanti, che la rendeva la quarta città della Capitanata, dopo San Severo, Foggia e Lucera, al pari di Monte Sant'Angelo, nonostante questo le condizioni economico-sociali rimasero misere.
Il centro storico è denominato Padula, ovvero palude (in lamis in latino equivale proprio a "nelle paludi"), a testimonianza del fatto che un tempo (prima della sua completa bonifica) la zona era paludosa. Esso è di tipo medievale, con case basse a schiera prevalentemente bianche, con strade strette e vicoli ciechi.
Mirabile è la descrizione che ne ha fatto Riccardo Bacchelli nella sua novella Il brigante di Tacca del Lupo: "Come uno spaccato verde tra aridi colli, s'apriva, fresco d'alba, il vallone dove si stipa San Marco in Lamis, paese singolare per la distribuzione regolare delle strade ai lati della via maestra, onde le rosse, vivide file di tetti a due spioventi uguali, uguali anch'esse le case d'altezza e dimensione, si allineano e si spartiscono come un ammattonato a spina..."
Dopo l'unità nazionale, il territorio di San Marco in Lamis è stato fortemente interessato dal fenomeno del brigantaggio. Infatti, sono oltre 50 i briganti sammarchesi fucilati o morti negli scontri dopo il 1861; tra essi, Angelo Maria Del Sambro (Lu Zambre), Agostino Nardella (Potecario), Angelo Villani (Recchio muzzo), Nicandro Polignone (Nicandrone). Inoltre, si registra che altri 42 briganti - originari di comuni limitrofi - siano deceduti in combattimento o siano stati fucilati nel territorio di San Marco in Lamis.
Nel 1894 nasce un circolo socialista che raggiunge circa 80 membri nel 1896. Tra la fine dell'800 e il 1907-1908 tutta la provincia è attraversata dalla crescita del movimento contadino e operaio: nel 1905 in una manifestazione di protesta, ci sono in paese 4 morti e 40 feriti. La sede del partito e dei contadini era in un grande sottano a corso Giannone, chiamato "Lamione".
Come tutti i comuni d'Italia, anche San Marco in Lamis annovera tra i caduti per la difesa della Patria durante le guerre mondiali (1915-18; 1940-45) tanti suoi concittadini (circa 350). Oltre ai caduti, il comune può vantare di aver avuto 403 cavalieri di Vittorio Veneto della 1 G.M., molti ex reduci, combattenti e prigionieri di guerra, tanti ex IMI (Internati Militari Italiani), grandi mutilati e invalidi di guerra, dispersi in guerra su vari fronti (Russia, Grecia, Albania, ex Jugoslavia, Africa Orientale, Mar Mediterraneo), partigiani e numerosi patrioti volontari per la libertà che si sono rifiutati di servire la Repubblica Sociale di Salò per contribuire, con la lotta, alla liberazione dell'Italia dal nazifascismo. Molti uomini sono stati decorati di onorificenze quali: medaglie d'argento, medaglie di bronzo e croci al valore militare, fino ad arrivare alle croci al merito di guerra e alle due medaglie commemorative della guerra 1940-43 e della guerra di liberazione 1943-45.

### Simboli
Profilo araldico dello stemma:
Significato dello stemma:
Profilo araldico del gonfalone:

## Monumenti e luoghi d'interesse

### Architetture religiose
Lungo la “Via Sacra Langobardorum”, antesignana della Via Francigena, si trovano a ridosso del paese i due conventi francescani di San Matteo e di Santa Maria di Stignano, la cui storia risulta intimamente legata a quella dei sammarchesi e della loro cittadina.

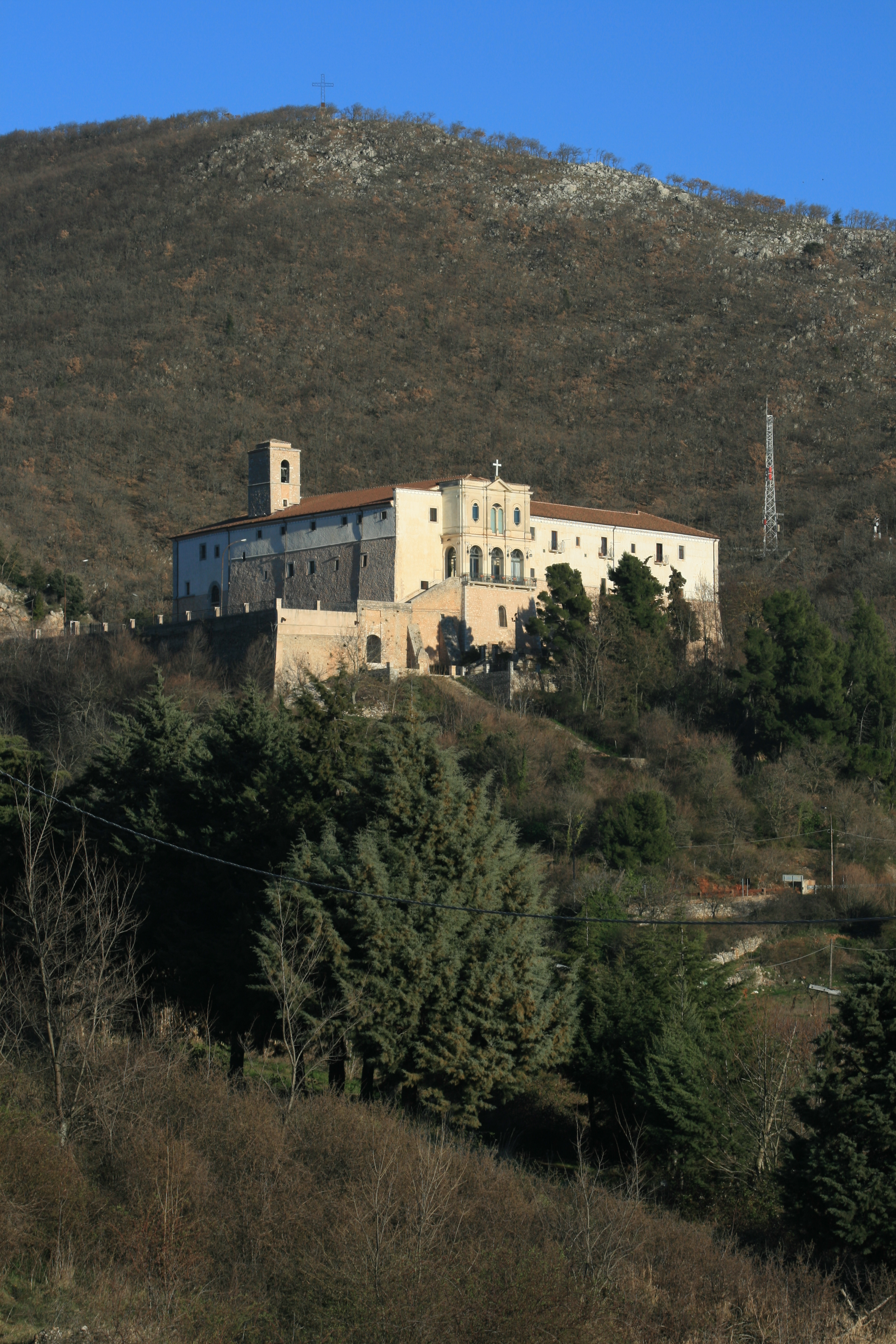
Convento di San Matteo

- Santuario di San Matteo Apostolo. Anticamente conosciuto come abbazia di San Giovanni in Lamis, l'imponente monastero è situato a circa un paio di chilometri a est di San Marco in Lamis alle pendici del monte Celano (871 m).

Non si hanno date certe sulla fondazione del santuario probabilmente fondato dai Longobardi, ma sicuramente l'esistenza di una chiesa e di un ospizio erano cosa certa già dal V-IV secolo. La prima data certa che troviamo nei documenti è quella del 1007. Partiti i benedettini, Clemente V, con Bolla del 20 febbraio 1311, affidò il monastero ai cistercensi dell'abbazia di Santa Maria di Casanova presso Villa Celiera per poi passare nelle mani di alcuni abati commendatari. Una svolta si ebbe solamente più tardi, quando l'affidamento del monastero passò nelle mani dei frati minori osservanti, con bolla papale del 14 febbraio 1568. In questo periodo il monastero ricevette una reliquia proveniente dalla cattedrale di Salerno attribuita all'apostolo evangelista Matteo (un dente molare). Questo non fece altro che far aumentare l'afflusso di pellegrini che salivano sul monte Gargano. Dopo la donazione della reliquia il convento fu noto come convento di San Matteo anche se ufficialmente il nome canonico resta ancora "convento di San Giovanni in Lamis". Negli ultimi secoli il convento è sempre stato meta di pellegrinaggi, aumentati notevolmente negli ultimi anni dall'afflusso di visitatori alla tomba di san Pio da Pietrelcina a San Giovanni Rotondo. Inizialmente doveva avere più le sembianze di una fortezza, grazie ai suoi contrafforti e alla sua posizione, quasi a controllo della valle dello Starale.
Per quanto riguarda la facciata centrale, bisogna ricordare che fu munita della attuale scalinata nel 1838, la quale conduce all'ingresso che a sua volta conduce attraverso una serie di archi e vele al chiostro di forma rettangolare che ci rimanda a quello spirito benedettino che mostra le origini della costruzione. Dal chiostro si può ammirare il loggiato cinquecentesco e il piazzale medievale alla cui sommità è posta una statua raffigurante l'Arcangelo Michele. Un lungo corridoio conduce alla chiesa a un'unica navata che presenta un presbiterio rialzato completamente realizzato con marmi policromi da maestri napoletani. Sui muri si notano i resti di affreschi medievali, tra i quali vi è la rappresentazione di san Francesco in visita sul Gargano e i resti di un Giovanni Battista. Lateralmente vi sono degli altari minori di stile barocco realizzati con pietra di Monte Sant'Angelo dedicati a San Giuseppe, l'Immacolata Concezione, Sant'Antonio da Padova e San Giovanni Battista da cui si ha il nome canonico della chiesa. Nell'abside è collocato un coro in legno massiccio che alcuni ignoti frati minori del convento intagliarono nel 1600.

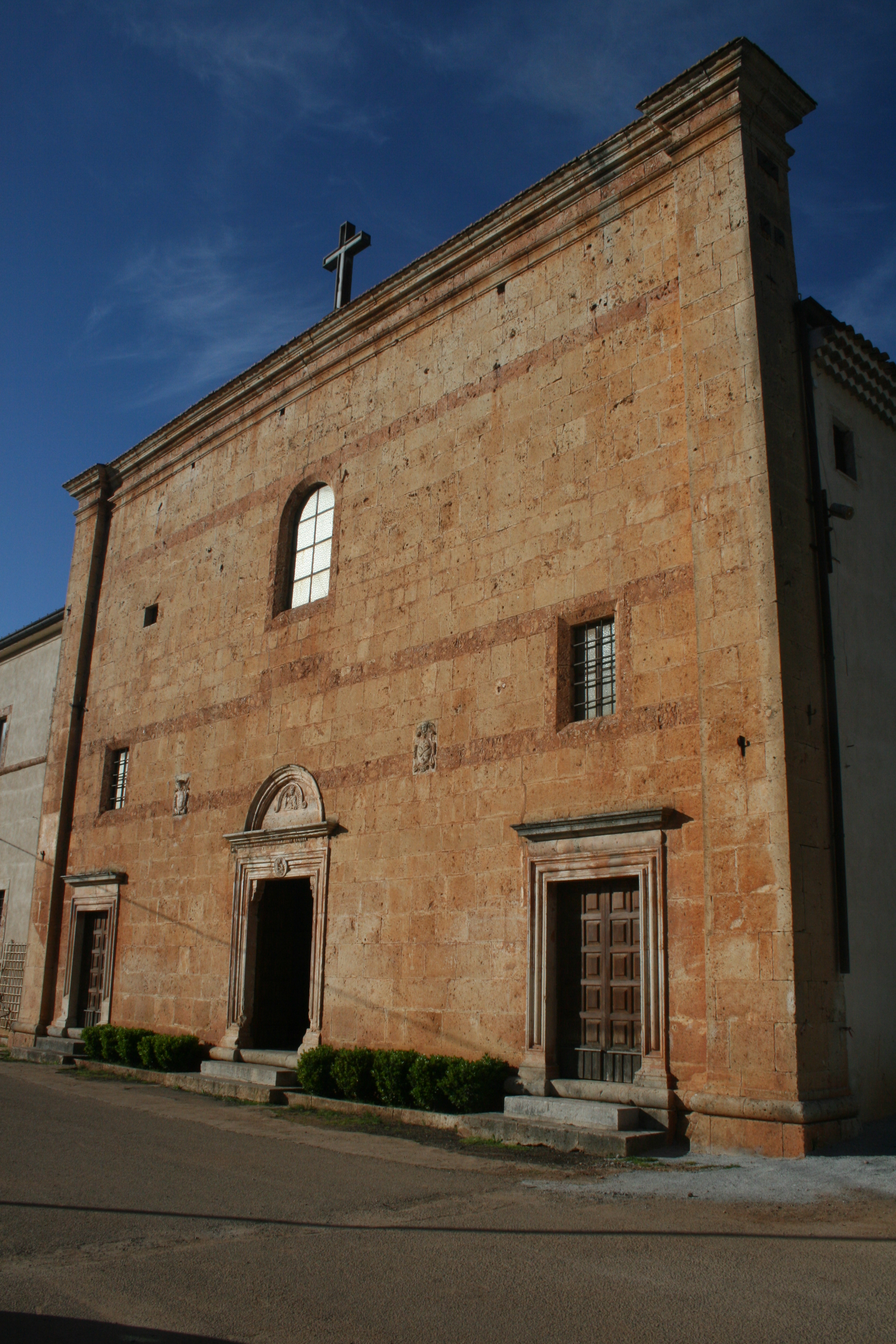
Facciata del convento di Stignano

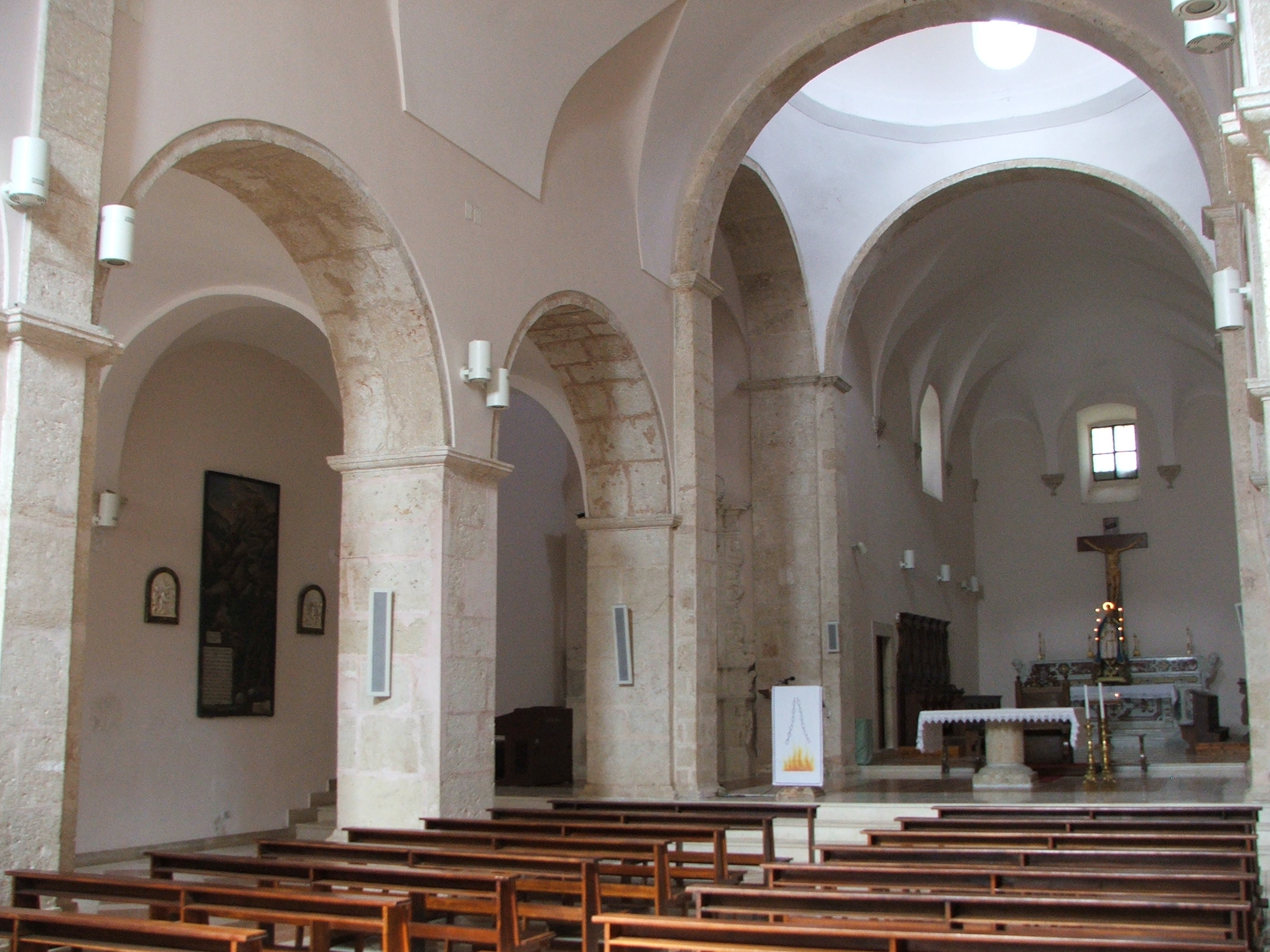
L'interno del santuario

- Santuario di Santa Maria di Stignano. Posto sull'antica via Francigena all'incrocio con la SS. n. 272, trae le sue origini in epoca medievale. Il suo nome infatti lo si trova per la prima volta in un documento del 21 settembre 1231 dell'archivio di Stato di Napoli, attestante il già esistente culto alla Vergine. Secondo gli storici la chiesetta era uno dei tanti oratori che costellavano i declivi e le vette che menano da Stignano a Castelpagano (dei quali si possono ancora vedere i ruderi di quello della SS. Trinità sulla vetta retrostante al convento e dell'altro di S. Agostino verso Castelpagano). Nel 1500 il cistercense Salvatore Scalzo, ansioso di una riforma nel suo ordine, abbandonò i confratelli monaci dell'abbazia di S. Giovanni in Lamis (l'attuale convento di S. Matteo) e si ritirò qui fondando un nuovo sodalizio e costruendo un convento accanto alla chiesetta. Con l'aiuto del noto feudatario Ettore Pappacoda di Napoli, distrusse il vecchio oratorio e costruì questa nuova chiesa nel 1515. I frati minori incrementarono anche la fabbrica portando a termine la chiesa nel 1613 con la costruzione del transetto, della cupola, del coro e del campanile nel 1615. La chiesa fu consacrata nel 1679 da Vincenzo Maria Orsini, arcivescovo di Manfredonia poi divenuto papa col nome di Benedetto XIII. Fino alla metà del sec. XIX fu uno dei più grandi santuari mariani della Capitanata. La festa, che si celebrava il 15 agosto, richiamava per tutta l'estate folle considerevoli; in tale occasione il vescovo di Lucera, nel cui territorio il santuario ricadeva, inviava ben venti sacerdoti che vi svolgessero servizio di confessori. Al di fuori si trova la facciata cinquecentesca della chiesa di stile romanico abruzzese e del monumento a Pio XII.

Nell'aula magna vi è una cattedra settecentesca con pitture sulla vita della Madonna.
Nell'interno vi è il loggiato cinquecentesco con il portale del 1576 e le pitture cicliche sulla vita di S. Francesco.

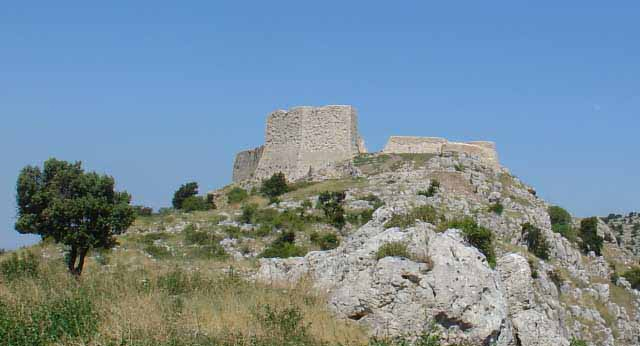
Castel Pagano

### Architetture militari
- Castelpagano. Da un punto di vista territoriale il sito non rientra nel comune di San Marco in Lamis, ma in quello di Apricena, da un punto di vista storico con la cittadina di San Marco e in particolare con il convento di Stignano condivide molti aspetti. Per un senso di appartenenza che si porta avanti da generazioni e generazioni lo si considera come parte integrante del territorio di San Marco. Posto su di uno sperone del Gargano a 545 metri di altitudine, a Sud-Ovest del promontorio del Gargano nel comune di Apricena, il castello, di cui rimangono poche rovine, faceva parte di un borgo la cui origine è incerta. La posizione elevata, ottima all'epoca per controllare il territorio sottostante, gli permette una vista verso il Gargano e i monti della Daunia da una parte e su tutto il Tavoliere delle Puglie dall'altra.

## Società

### Evoluzione demografica
Abitanti censiti

### Tradizioni e folclore

#### Festa di San Marco Evangelista
San Marco Evangelista si festeggia il 25 aprile. La festa è preceduta da un novenario animato dalle associazioni religiose, confraternite e comunità parrocchiali della comunità, presso la chiesa madre della cittadina. Il 24, da qualche anno, vi è la festa delle associazioni, e la stessa sera viene assegnato il premio Speranza. Il 25 a sera, dopo la messa celebrata dal vescovo diocesano, con la partecipazione di tutte le autorità civili e religiose, vi è la processione del simulacro del santo, lungo le vie principali del paese. La festa religiosa è accompagnata dalla festa civile, con una fiera che si svolge nel centro del paese.

#### Le fracchie
San Marco in Lamis è nota soprattutto per la tradizionale Processione delle fracchie, una manifestazione religiosa popolare che si ripete da circa tre secoli ogni venerdì Santo per la rievocazione della Passione di Cristo. Le fracchie sono delle enormi fiaccole, realizzate con grossi tronchi di albero aperti longitudinalmente a forma di cono e riempiti di legna, per essere incendiate all'imbrunire e divenire quindi dei falò ambulanti che illuminano il cammino della Madonna Addolorata lungo le strade del paese alla ricerca del figlio Gesù morto.
Sembra che le origini di questo rito risalgano ai primi anni del XVIII secolo, epoca di edificazione della chiesa dell'Addolorata e le sue ragioni, oltre che di ordine religioso e devozionale, vadano collegate anche a una motivazione di ordine pratico riconducibile alle precise condizioni fisiche dell'abitato. Infatti, quando venne costruita (1717), la chiesa dell'Addolorata si trovava fuori del centro abitato e lì sarebbe rimasta fino all'ultimo ventennio del XIX secolo. Una collocazione questa che sollecitò la fantasia degli abitanti, i quali pensarono di illuminare con le "fracchie" la strada che la Madonna percorreva dalla sua chiesa fino alla Collegiata, dove era custodito il corpo del Cristo.
Incerta risulta l'etimologia del vocabolo "fracchia". Potrebbe derivare dal latino "fractus": rotto, spezzato, aperto (in riferimento al tronco dell'albero "aperto" per essere riempito di legna). Oppure, potrebbe trovare origine dal termine dialettale abruzzese "farchia" (torcia, fiaccola), trasformatosi per metatesi in "fracchia".

#### Fiera di San Matteo e di Maria Santissima Addolorata
Si effettua ogni anno dal 19 al 21 settembre in concomitanza con la festa di San Matteo che viene svolta al convento, con una processione di un antico quadro del santo Apostolo ed Evangelista. Nello stesso periodo si svolge una fiera centenaria, che termina il 21, giorno in cui si svolge la festa, con celebrazioni liturgiche e processione del simulacro della Vergine a partire dalla chiesa dell'Addolorata.

### Lingue e dialetti
Il sammarchese è un dialetto italo-romanzo di tipo pugliese garganico. Secondo Pellegrini (1977) il sammarchese e le vicine varietà garganiche appartengono all'area IIIb delle lingue italo-romanze pugliesi.

## Cultura

### Musei
il museo paleontologico dei dinosauri di Borgo Celano propone pannelli illustrativi, filmati, diorami e ricostruzioni di luoghi basati su studi scientifici, al fine di preparare il visitatore al percorso esterno in cui sono stati collocati riproduzioni di dinosauri a dimensione reale.
nel Santuario di San Matteo è situato il museo di arte sacra. 

### Auditorium - Teatro
Teatro Giannone

### Siti archeologici
Nella frazione di Borgo Celano alcuni geologi locali hanno rinvenuto importanti impronte di dinosauri, vissuti oltre 100 milioni di anni fa.
Necropoli dell'età del bronzo
Villaggio medioevale de XII secolo
Tomba dell'età del bronzo nella grotta
Eremo di San Nicola

### Eventi
Dal 2008, ogni anno, nel mese di agosto, si svolge la manifestazione "Cchiù Fa Notte e Cchiù Fa Forte".

### Folclore
Lo Scazzamurred è nel folclore tradizionale sanmmarchese è uno o più folleti/gnomi a quale veniva data la colpa per la mancanza di cibo in casa o per la sparizione di oggetti per non riconoscere la presenza di ladri o membri della famiglia che mangiavano le precarie scorte presenti in casa

## Economia

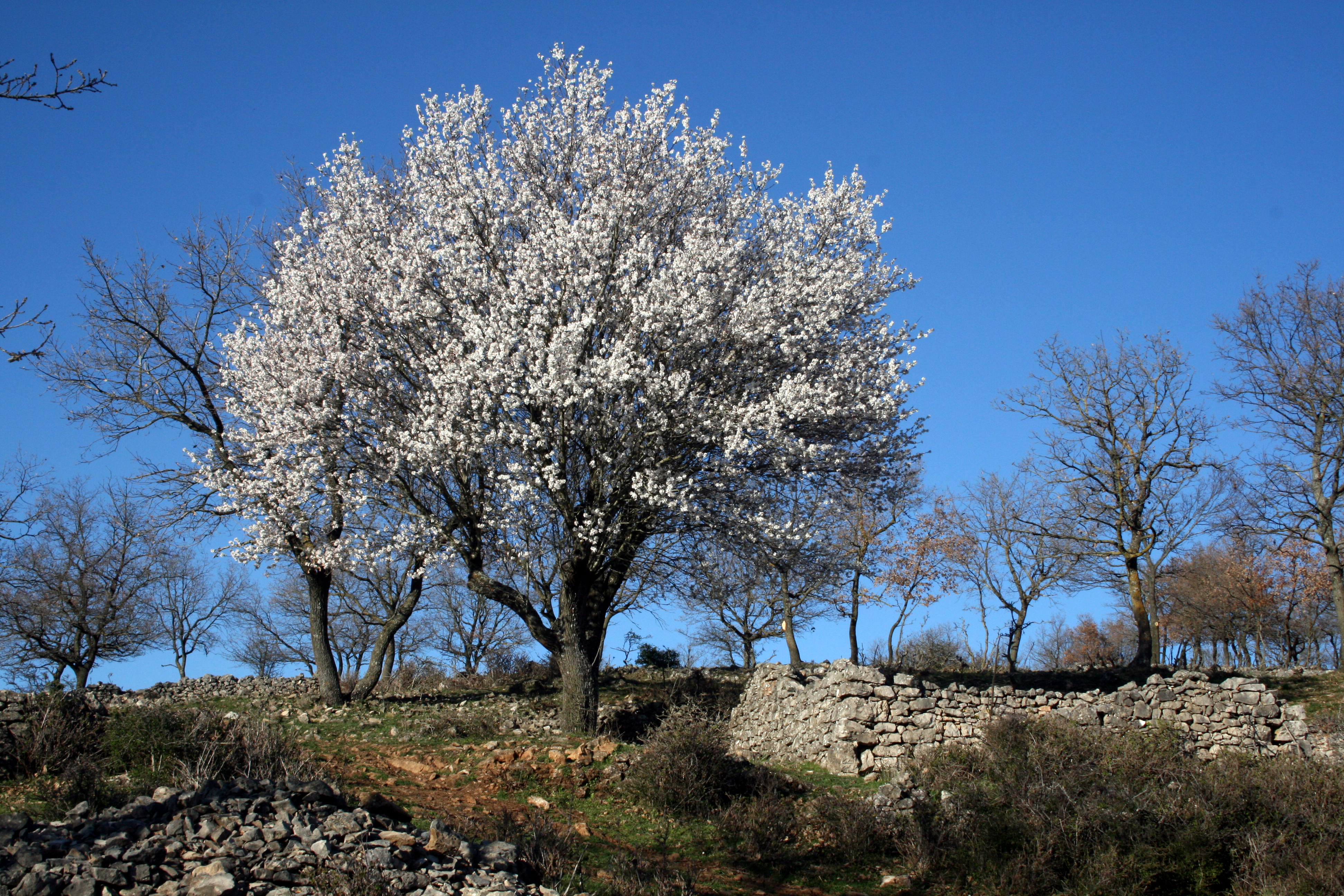
Il mandorlo in fiore

Durante gli anni 1880 l'economia sanmmarchese è principalmente agraria, con presenza di una grande varietà di rapporti precari e il forte peso di una pastorizia economicamente e socialmente destabilizzante.
Nel biennio 1912-1913 il 10% della popolazione è fuori comune, ma il flusso migratorio venne in larga parte bloccato a causa prima della prima guerra mondiale e poi col ventennio fascista.
Fino agli anni 1950-1960 che hanno fatto registrare il picco demografico, l'economia si basava prevalentemente sull'agricoltura (le cui 641 unità di terreno su 5849 ettari erano controllate per metà da soli 16 grandi proprietari terrieri), l'allevamento e l'artigianato.
Tra gli artigiani, si sono distinti particolarmente gli orafi che si tramandavano il mestiere di padre in figlio (ricordiamo i Del Giudice, i Torelli, i Nardella, ecc.), muovendosi sempre secondo gli insegnamenti e i canoni della Scuola Napoletana.
Dopo quegli anni, la città ha subìto un brusco calo della popolazione, causato dalla emigrazione degli abitanti alla ricerca di lavoro e di migliori condizioni di vita. Tali flussi migratori dapprima erano diretti verso le Americhe e l'Australia dove in quest'ultima fondarono un club a Melbourne, poi hanno interessato la Germania, la Francia, il Belgio e le grandi aree industrializzate del Settentrione d'Italia, Torino in testa. Tuttora il flusso migratorio verso il nord Italia è consistente.

## Infrastrutture e trasporti

### Strade

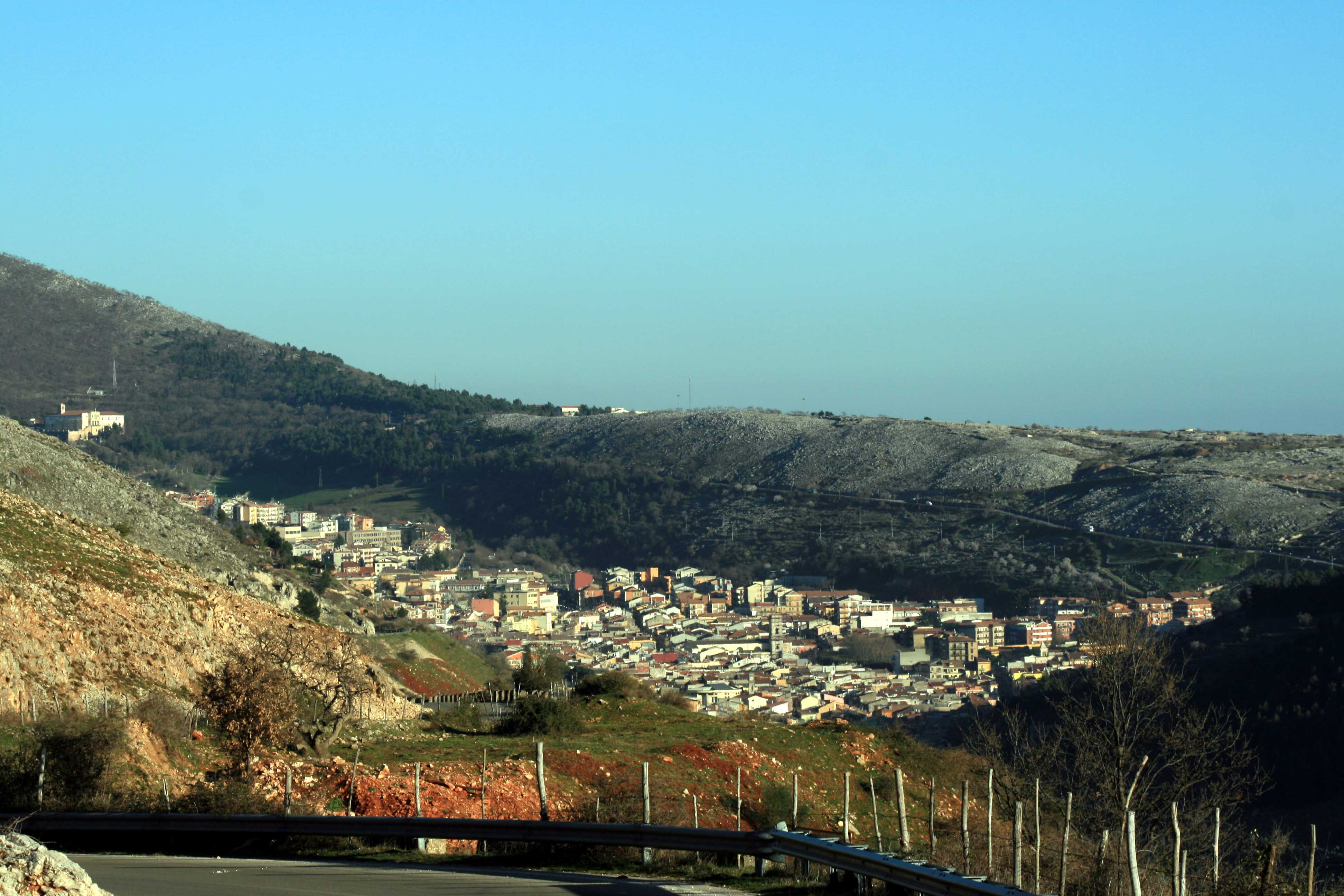
Una veduta dalla S.P. 48

- SS 272 direzioni: San Giovanni Rotondo, San Severo
- Strada Provinciale 48 - direzione: San Nicandro Garganico;
- Strada Provinciale 22 - direzioni: Convento S. Matteo, Rignano Garganico;
- Strada Provinciale 26 - direzione: Foggia.

### Ferrovie
L'ex stazione di San Marco in Lamis (scalo) si trova lungo la SS 272, a circa 11 km dal centro abitato. Nel 1990 vi è stato girato il film La stazione di Sergio Rubini. La sua unica linea, esercita da Ferrovie del Gargano, collegava Peschici - San Severo. Con il completamento del nuovo tracciato via Apricena, la stazione non è più servita dal 20 settembre 2015.

### Mobilità urbana
I trasporti urbani sono gestiti dal Comune, con un'unica linea che serve i quartieri di Via Sannicandro, Porta S. Severo, zona Starale e la vicina frazione di Borgo Celano. I collegamenti interurbani sono gestiti dalla SITA, quelli interregionali da Ferrovie del Gargano.

## Amministrazione
Di seguito è presentata una tabella relativa alle amministrazioni che si sono succedute in questo comune.
| Periodo           | Periodo          | Primo cittadino       | Partito | Carica              | Note   |
| ----------------- | ---------------- | --------------------- | --- | ------------------- | ------ |
| 14 settembre 1988 | 18 luglio 1989   | Giuseppe D'Alessandro | Democrazia Cristiana | Sindaco             | [ 18 ] |
| 18 luglio 1989    | 8 gennaio 1990   | Gianfranco Casilli    | | Comm. pref.         | [ 18 ] |
| 8 gennaio 1990    | 1º ottobre 1990  | Giuseppe Centola      | Democrazia Cristiana | Sindaco             | [ 18 ] |
| 1º ottobre 1990   | 13 agosto 1992   | Angelo Cera           | Democrazia Cristiana | Sindaco             | [ 18 ] |
| 13 agosto 1992    | 23 gennaio 1993  | Antonio La Sala       | Democrazia Cristiana | Sindaco             | [ 18 ] |
| 23 gennaio 1993   | 22 giugno 1993   | Gerarda D'Addesio     | | Comm. pref.         | [ 18 ] |
| 22 giugno 1993    | 28 aprile 1997   | Michele Galante       | Partito Democratico della Sinistra                                                                                        | Sindaco             | [ 18 ] |
| 12 maggio 1997    | 12 marzo 2001    | Michele Galante       | Partito Democratico della Sinistra                                                                                        | Sindaco             | [ 18 ] |
| 12 marzo 2001     | 14 maggio 2001   | Michele Di Bari       | | Comm. pref.         | [ 18 ] |
| 14 maggio 2001    | 22 febbraio 2005 | Matteo Tenace         | centro-destra | Sindaco             | [ 18 ] |
| 22 febbraio 2005  | 30 maggio 2006   | Sergio Mazzia         | | Comm. straordinario | [ 18 ] |
| 30 maggio 2006    | 1º giugno 2011   | Michelangelo Lombardi | centro-sinistra | Sindaco             | [ 18 ] |
| 1º giugno 2011    | 5 giugno 2016    | Angelo Cera           | liste civiche: Forza rinnovamento occupazione; Cambia rotta; UdC; Città futura; Popolari per le libertà; Socialismo dauno | Sindaco             | [ 18 ] |
| 6 giugno 2016     | 4 ottobre 2021   | Michele Merla         | Partito Democratico | Sindaco             | [ 18 ] |
| 5 ottobre 2021    |                  | Michele Merla         | Partito Democratico | Sindaco             |        |

### Gemellaggi
- Accadia

## Sport

### Calcio
Le società locali sono l'A.S.D. San Marco, nata nel 2012 e promossa in Eccellenza al termine del campionato 2018-2019, in seguito tornata in promozione qualche anno dopo, vince la Coppa Italia dilettanti nel 2025, primo titolo ufficiale vinto dalla squadra; e la Virtus Sammarco, società nata nel 2023, militante in terza categoria.